# Dolmen de la Petifaie
Le dolmen de la Petifaie (ou Putifaie), appelé aussi puits des Fées ou maison des Fées, est un dolmen situé à La Ferrière-de-Flée, dans le département français de Maine-et-Loire.

## Protection
L'édifice est inscrit au titre des monuments historiques en 1990.

## Description
C'est un petit dolmen dont seule la table de couverture émerge du sol. La chambre sépulcrale est de forme sub-rectangulaire délimitée par cinq supports en grès ferrugineux d'origine locale.
Selon la tradition locale, l'édifice «a été construit et habité par les fées qui auraient été changées en taupes».